# 悪意ビット
悪意ビット（あくいビット、英: evil bit）とは、RFC 3514で提案されたIPv4の架空のヘッダフィールドである。これは、 スティーブ・ビラヴィンによって作成され、2003年のエイプリルフールに公開されたジョークRFCである。このRFCでは、 IPv4ヘッダで最後まで残されていた未使用ビットである「予約ビット」を使用して、そのパケットが悪意を持って送信されたかどうかを示すことを推奨し、これにより（悪意ビットが設定されているパケットを無視し、残りを信頼することで）コンピュータセキュリティの問題への対処がより簡単になるとした。

## 影響
現実の社会問題ではしばしば、悪意のある攻撃者がネットワークに加わることを想定しないといけないことがある。悪意ビットは、そのような困難な社会問題に対して単純な技術的解決策を適用しようとする試み、特にネット検閲を実装しようとする取り組みの代名詞となっている。
ジョークとして、FreeBSDはその日のうちに悪意ビットのサポートを実装したが、翌日には削除された。翌年、悪意ビットを実装するiptablesモジュール「ipt_evil」を実装したLinuxパッチが投稿された。さらに、FreeBSD 7でも悪意ビットを実装したパッチが利用可能であり、このパッチは今でも更新が続けられている。
XMPPプロトコルの拡張仕様にはこの仕様をオマージュした「XEP-0076: Malicious Stanzas」が存在する。
このRFCは、ジョークではない通常のRFCであるRFC 3675「.sex Considered Dangerous」でも引用されている。このことは、トップレベルドメイン.xxxの申請に対してIETFが何かしらコメントしようとしているのではないかと同ドメインの支持者に疑念を抱かせたが、実際のところこの文書は彼らの申請とは関係がなかった。
2010年のエイプリルフールに、 GoogleはAjax APIを介したリクエストに&evil=trueというパラメータを追加した。